# Doug-Purvis-Preis
Der Doug-Purvis-Preis (englisch: Doug Purvis Memorial Prize) ist ein Wissenschaftspreis in Wirtschaftswissenschaften. Die seit 1994 jährlich von der Canadian Economics Association vergebene Auszeichnung steht im Gedenken an den 1993 verstorbenen Ökonomen Doug Purvis. Ausgezeichnet werden von einem fünfköpfigen Komitee wissenschaftliche Veröffentlichungen, die für die kanadischen Wirtschaftswissenschaft relevant sind. Die Auszeichnung ist mit 10.000 Dollar dotiert.

## Preisträger
- 1994: Craig Riddell (University of British Columbia) und David Card (Princeton University) für A Comparative Analysis of Unemployment in Canada and the United States sowie David Laidler (University of Western Ontario) und William P. B. Robson (CD Howe Institute) für The Great Canadian Disinflation
- 1995: Tom Courchene (Queen’s University) für Social Canada in the Millenium
- 1996: Bob Young (University of Western Ontario) für The Secession of Quebec and the Future of Canada
- 1997: Pierre Fortin (Université du Québec à Montréal) für The Great Canadian Slump sowie Edward Greenspon (The Globe and Mail) und Anthony Wilson-Smith für Double Vision - The Inside Story of the Liberals in Power
- 1998: Jonathan Kesselman (University of British Columbia) für General Payroll Taxes: Economics, Politics and Design
- 1999: John Helliwell (University of British Columbia) für How Much Do National Borders Matter
- 2000: Ronald Kneebone (University of Calgary) und Kenneth McKenzie (University of Calgary) für Past (In)Discretions: Canadian Federal and Provincial Policy
- 2001: Frances Woolley (Carleton University) und Carole Vincent (Institute for Research on Public Policy) für Taxing Canadian Families: What’s Fair, What’s Not, Choices
- 2002: Jack Mintz (C. D. Howe Institute) für Most Favoured Nation: Building a Framework for Smart Economic Policy
- 2003: Paul Collins (Stikeman Elliot), Edward Iacobucci (University of Toronto), Michael Trebilock (University of Toronto) und Ralph Winter (University of British Columbia) für The Law and Economics of Canadian Competition Policy
- 2004: Brian R. Copeland (University of British Columbia) und M. Scott Taylor (University of Calgary) für Trade and the Environment: Theory and Evidence
- 2005: Erwin Diewert (University of British Columbia) für Consumer Price Index Manual: Theory and Practice
- 2006: Emmanuel Saez (University of California at Berkeley) und Michael Veall (McMaster University) für The Evolution of High Incomes in Northern America: Lessons from Canadian Evidence
- 2007: David Green (University of British Columbia) und Jonathan Kesselman (Simon Fraser University) für Dimensions of Inequality in Canada
- 2008: Gérard Bélanger (Université Laval) für L’économie du Québec, Mythes et Réalité
- 2009: Kevin Milligan (University of British Columbia), Michael Baker (University of Toronto und NBER) und Jonathan Gruber (Massachusetts Institute of Technology und NBER) für Universal Child Care, Maternal Labor Supply, and Family Well Being
- 2010: Bev Dahlby (University of Alberta) für Once on the Lips, Forever on the Hips: A Benefit-Cost Analysis of Fiscal Stimulus in OECD Countries
- 2011: Kenneth McKenzie und Natalia Sershun (jeweils University of Calgary) für Taxation and R&D: An investigation of the Push and Pull Effects
- 2012: Charles M. Beach, Alan G. Green (jeweils Queen’s University) und Christopher Worswick (Carleton University) für Toward Improving Canada’s Skilled Immigration Policy: An Evaluation Approach
- 2013: Kathleen M. Day (University of Ottawa) und Stanley L. Winer (Carleton University) für Interregional Migration and Public Policy in Canada
- 2014: Miles Corak (University of Ottawa) für Income Inequality, Equality of Opportunity, and Intergenerational Mobility
- 2015: Kevin Milligan (Vancouver School of Economics, University of British Columbia) für Tax Policy for a New Era: Promoting Economic Growth and Fairness
- 2016: The Ecofiscal Commission für The Way Forward: A Practical Approach to Reducing Canada's Greenhouse Gas Emissions.
- 2017: David Green (University of British Columbia), Craig Riddell (University of British Columbia) und France St-Hilaire (Institute for Research on Public Policy) für Income Inequality: The Canadian Story.
- 2018: Ari Van Assche (HEC Montréal), Robert Wolfe (Queen’s University) und Stephen Tapp (Export Development Canada) für: Redesigning Canadian Trade Policies for New Global Realities.
- 2019: Lars Osberg (Dalhousie University) für The Age of Increasing Inequality: The Astonishing Rise of Canada’s 1%
- 2020: David Card (University of California, Berkeley), Philip Oreopoulos (University of Toronto) für Small Differences II: Public Policies in Canada and the United States
- 2021: Chris Riddell, W. Craig Riddell für Interpreting Experimental Evidence in the Presence of Postrandomization Events: A Reassessment of the Self-Sufficiency Project; Herausgeber des CPP für drei Ergänzungshefte The COVID-19 Pandemic/La pandémie de COVID-19
- 2022: Nouri Najjar, Jevan Cherniwchan für Environmental Regulations and the Cleanup of Manufacturing: Plant-Level Evidence
- 2023: Jeremy Kronick, Steve Ambler, Thor Koeppl für The Consequences of the Bank of Canada’s Ballooned Balance Sheet
- 2024: Michael Baker, Derek Messacar, Mark Stabile für Effects of Child Tax Benefits on Poverty and Labor Supply: Evidence from the Canada Child Benefit and Universal Child Care Benefit
- 2025: Monica Jain, Olena Kostyshyna,  Xu Zhang für How do people view wage and price inflation?